# (3224) Иркутск
(3224) Иркутск (лат. Irkutsk) — типичный астероид главного пояса, который был открыт 11 сентября 1977 года советским астрономом Николаем Черных в Крымской обсерватории, в 25 километрах от Симферополя и назван в честь российского города Иркутска.

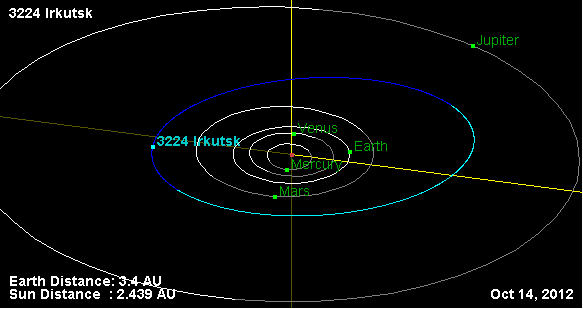
Орбита астероида Иркутск и его положение в Солнечной системе